# Fentiazac
Fentiazac là một chất chống viêm không steroid được sử dụng để điều trị đau khớp và đau cơ.